# Dergane
Dergane est une localité située dans le département de Zambo de la province de l'Ioba dans la région Sud-Ouest au Burkina Faso.

## Géographie
Dergane se trouve à 4 km au nord-est de Zambo et à environ 30 km au sud-est de Diébougou.

## Santé et éducation
Le centre de soins le plus proche de Dergane est le centre de santé et de promotion sociale (CSPS) de Zambo tandis que le centre médical avec antenne chirurgicale (CMA) le plus proche est celui de Diébougou dans la province voisine de Bougouriba.